# Ploranera de vàrzea
La ploranera de vàrzea (Schiffornis major) és un ocell de la família dels titírids (Tityridae). Es troba als següents països de la conca amazònica, a l'Amèrica del Sud: Colòmbia, Veneçuela, Equador, Perú, Bolívia i Brasil. El seu hàbitat són les zones pantanoses i inundables (vàrzea) dels boscos tropicals i subtropicals de frondoses humits. El seu estat de conservació es considera de risc mínim.